# Chekeretnebti
| G16 | Aa31 | r&t | A51 |

| G16 | Aa31 | r&t | A51 |

Chekeretnebti byla egyptská princezna z 5. dynastie. Její otec byl faraon Džedkare.
Chekeretnebti byla pohřbena v mastabě v královském pohřebišti v Abúsíru. Ostatky její kostry ukazují, že zemřela štíhlá ve věku 30–35 letech. Mastaba původně patřila pouze Chekeretnebti, ale později byla hrobka rozšířena na severní straně a byla v ní pohřbena Chekeretnebtina dcera Tisethor, která zemřela zhruba v 15 letech.
Chekeretnebti byla sestra princezny Hedžetnebu, která byla pohřbena v nedaleké hrobce. Archeologické důkazy ukazují, že hrobka Kekheretnebti byla postavena jako první, brzy poté následovala stavba hrobky její sestry Hedžetnebu.

## Pohřebiště
Mastaba Chekeretnebti je 12 m dlouhá a 15 m široká a je postavena z vápence a cihel. Vchod má na východní straně. Navzdory tomu, že byla hrobka vykradena již ve starověku, je docela zachovalá. Některá urychleně dodělaná výzdoba ukazuje, že smrt Chekeretnebti byla neočekávaná.